# Garbage (album)
Garbage este albumul de debut al formației de rock alternativ Garbage. Albumul a fost lansat pe 15 august 1995 la casele de discuri Mushroom Records (Marea Britanie) și Almo Sounds (America de Nord).
Piesele lansate ca single au fost "Vow", "Only Happy When It Rains", "Queer", "Stupid Girl" și "Milk".

## Conținut
Toate piesele au fost compuse de Garbage. "Stupid Girl" conține un sample din ritmul piesei "Train in Vain" de la The Clash.
1. "Supervixen" – 3:55
2. "Queer" – 4:36
3. "Only Happy When It Rains" – 3:56
4. "As Heaven Is Wide" – 4:44
5. "Not My Idea" – 3:41
6. "A Stroke of Luck" – 4:44
7. "Vow" – 4:30
8. "Stupid Girl" – 4:18
9. "Dog New Tricks" – 3:56
10. "My Lover's Box" – 3:55
11. "Fix Me Now" – 4:43
12. "Milk" – 3:53